# Аманкарагай
Аманкарагай (каз. Аманқарағай) — село в Аулиекольском районе Костанайской области Казахстана. Административный центр Аманкарагайского сельского округа. Код КАТО — 393631100.

## География
Находится в 4 км к северо-западу от районного центра, села Аулиеколь. Находится в 100 км от областного центра города Костанай. Через село проходит автомагистраль Астана—Костанай, есть железнодорожная станция. Рядом с селом расположен крупный лесной массив — Аманкарагайский сосновый бор. Имеется лесхоз.

## Население
В 1999 году население села составляло 8120 человек (3863 мужчины и 4257 женщин). По данным переписи 2009 года в селе проживали 7304 человека (3474 мужчины и 3830 женщин).